# Бошњане (Параћин)
Бошњане је насеље у Србији у општини Параћин у Поморавском округу. Према попису из 2022. било је 709 становника.
Назив овог насеља такође се изговара и у облику Бошњани, што је заступљено у делу литературе, а исти облик се повремено јавља и у средствима јавног информисања.
Овде се налазе Запис Михајловића храст (Бошњане), Запис Лукића храст на Беговини (Бошњане), Запис Милошевића храст (Бошњане) и Запис Лукића храст на Равни (Бошњане).

## Демографија
У насељу Бошњане живи 817 пунолетних становника, а просечна старост становништва износи 43,2 година (43,0 код мушкараца и 43,3 код жена). У насељу има 259 домаћинстава, а просечан број чланова по домаћинству је 3,91.
Ово насеље је великим делом насељено Србима (према попису из 2002. године), а у последња три пописа, примећен је пад у броју становника.
|  |

| Демографија | Демографија | Демографија |
| Година      | Становника  | Становника  |
| ----------- | ----------- | ----------- |
| 1948.       | 1.135       |             |
| 1953.       | 1.225       |             |
| 1961.       | 1.302       |             |
| 1971.       | 1.244       |             |
| 1981.       | 1.205       |             |
| 1991.       | 1.185       | 1.139       |
| 2002.       | 1.012       | 1.072       |

| Етнички састав према попису из 2002.‍ | Етнички састав према попису из 2002.‍ | Етнички састав према попису из 2002.‍ | Етнички састав према попису из 2002.‍ | Етнички састав према попису из 2002.‍ |
| ------------------------------------ | ------------------------------------ | ------------------------------------ | ------------------------------------ | ------------------------------------ |
|                                      |                                      |                                      |                                      |                                      |
| Срби                                 | Срби                                 |                                      | 1.005                                | 99,30%                               |
| Роми                                 | Роми                                 |                                      | 3                                    | 0,29%                                |
| Бугари                               | Бугари                               |                                      | 1                                    | 0,09%                                |
| непознато                            | непознато                            |                                      | 3                                    | 0,29%                                |

| Година пописа     | 1948. | 1953. | 1961. | 1971. | 1981. | 1991. | 2002. |
| ----------------- | ----- | ----- | ----- | ----- | ----- | ----- | ----- |
| Број домаћинстава | 230   | 249   | 277   | 281   | 286   | 284   | 259   |

| Број чланова      | 1  | 2  | 3  | 4  | 5  | 6  | 7  | 8 | 9 | 10 и више | Просек |
| ----------------- | -- | -- | -- | -- | -- | -- | -- | - | - | --------- | ------ |
| Број домаћинстава | 29 | 50 | 38 | 31 | 52 | 37 | 16 | 4 | 1 | 1         | 3,91   |

| Пол    | Укупно | Неожењен/Неудата | Ожењен/Удата | Удовац/Удовица | Разведен/Разведена | Непознато |
| ------ | ------ | ---------------- | ------------ | -------------- | ------------------ | --------- |
| Мушки  | 415    | 81               | 285          | 35             | 13                 | 1         |
| Женски | 438    | 51               | 294          | 80             | 10                 | 3         |
| УКУПНО | 853    | 132              | 579          | 115            | 23                 | 4         |

| Пол    | Укупно                    | Пољопривреда, лов и шумарство | Рибарство                            | Вађење руде и камена | Прерађивачка индустрија       |
| ------ | ------------------------- | ----------------------------- | ------------------------------------ | -------------------- | ----------------------------- |
| Мушки  | 271                       | 62                            | 0                                    | 0                    | 141                           |
| Женски | 173                       | 75                            | 0                                    | 0                    | 41                            |
| УКУПНО | 444                       | 137                           | 0                                    | 0                    | 182                           |
| Пол    | Производња и снабдевање   | Грађевинарство                | Трговина                             | Хотели и ресторани   | Саобраћај, складиштење и везе |
| Мушки  | 2                         | 7                             | 43                                   | 2                    | 4                             |
| Женски | 0                         | 1                             | 27                                   | 2                    | 0                             |
| УКУПНО | 2                         | 8                             | 70                                   | 4                    | 4                             |
| Пол    | Финансијско посредовање   | Некретнине                    | Државна управа и одбрана             | Образовање           | Здравствени и социјални рад   |
| Мушки  | 1                         | 2                             | 3                                    | 1                    | 2                             |
| Женски | 2                         | 1                             | 2                                    | 8                    | 12                            |
| УКУПНО | 3                         | 3                             | 5                                    | 9                    | 14                            |
| Пол    | Остале услужне активности | Приватна домаћинства          | Екстериторијалне организације и тела | Непознато            | Непознато                     |
| Мушки  | 1                         | 0                             | 0                                    | 0                    | 0                             |
| Женски | 0                         | 0                             | 0                                    | 2                    | 2                             |
| УКУПНО | 1                         | 0                             | 0                                    | 2                    | 2                             |